# Eric Shinseki
Eric Ken Shinseki (* 28. listopad 1942) je bývalý americký čtyřhvězdičkový generál. Veterán z války ve Vietnamu si získal pozornost médií hlavně svým sporem s ministrem obrany Donaldem Rumsfeldem o počtu vojáků, jenž měli být nasazeni v Iráku.
V letech 2009–2014 byl ministrem pro záležitosti veteránů v kabinetu Baracka Obamy.